# Henrik Brändén
Henrik Brändén, född 3 oktober 1965 i Uppsala, är en svensk mikrobiolog. Brändén har även varit partisekreterare för Piratpartiet.